# Tincourt-Boucly
Tincourt-Boucly est une commune française située dans le département de la Somme, en région Hauts-de-France.

## Géographie

### Localisation
À quelques kilomètres à l'est de Péronne, Tincourt-Boucly est un village rural accessible au niveau routier par la route départementale n° 6. Il occupe le fond et les deux versants de la vallée de la Cologne.
En 2019, la localité est desservie par les autocars du réseau inter-urbain Trans'80, Hauts-de-France (ligne no 44, Montdidier - Chaulnes - Péronne - Roisel et ligne no 49, Péronne - Roisel - Saint-Quentin).

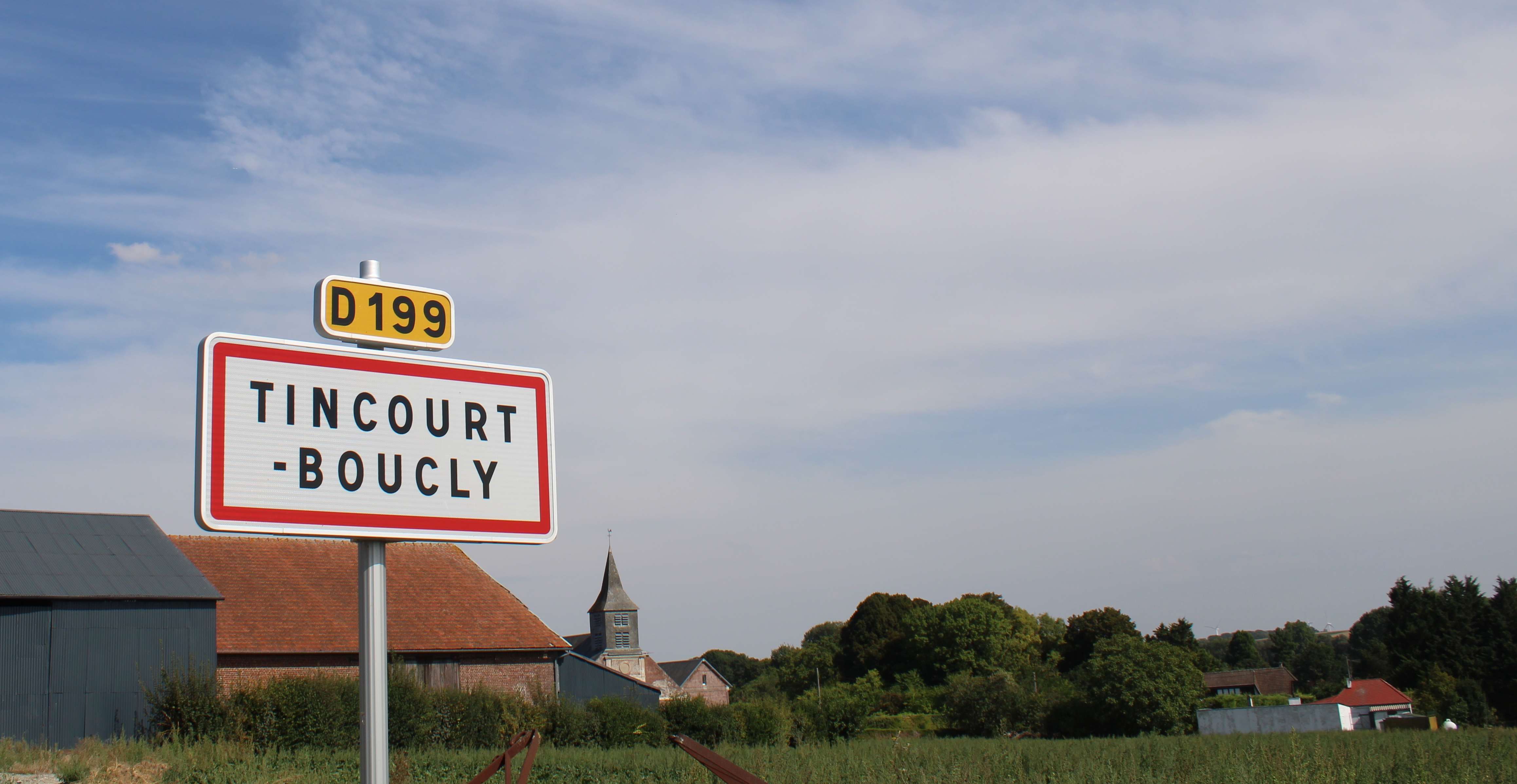
Entrée de la commune.

#### Communes limitrophes
| Templeux-la-Fosse | Longavesnes     |          |
| Buire-Courcelles  | Tincourt-Boucly | Marquaix |
| Cartigny          | Hancourt        | Roisel   |

### Hydrographie

#### Réseau hydrographique
La commune est située dans le bassin Artois-Picardie. Elle est drainée par la Cologne, la rivière la Cologne et un autre petit cours d'eau.
La Cologne, d'une longueur de 23 km, prend sa source dans la commune de Hargicourt et se jette  dans la Somme dans la commune de Doingt, face à Péronne.

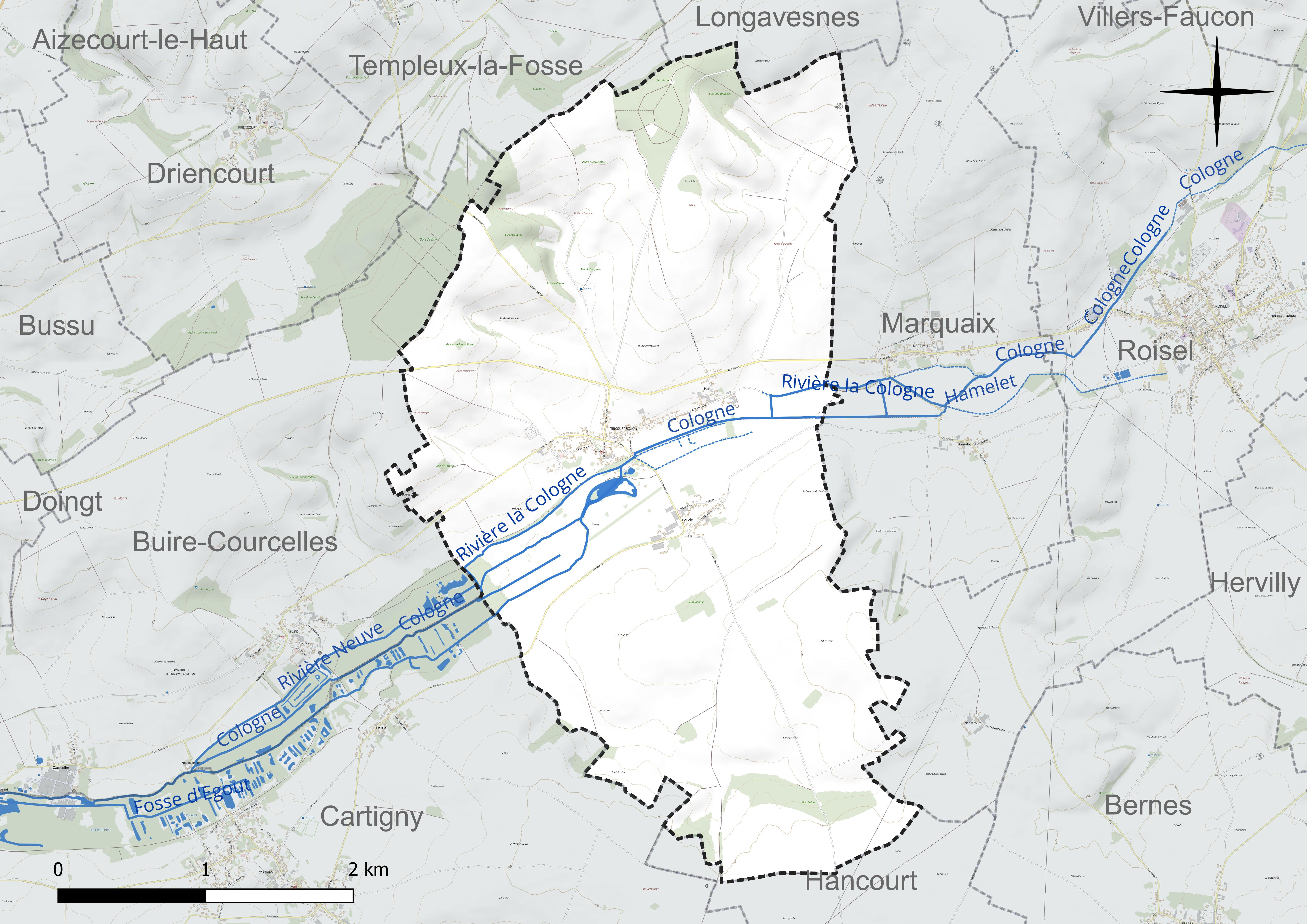
Réseau hydrographique de Tincourt-Boucly.

#### Gestion et qualité des eaux
Le territoire communal est couvert par le schéma d'aménagement et de gestion des eaux (SAGE) « Haute Somme ». Ce document de planification concerne un territoire de 1 798 km2 de superficie, délimité par le bassin versant de la Haute Somme est constitué d'un réseau hydrographique complexe de cours d'eau, de marais, d'étangs et de canaux. Le périmètre a été arrêté le 21 avril 2006 et le SAGE proprement dit a été approuvé le 15 juin 2017. La structure porteuse de l'élaboration et de la mise en œuvre est le syndicat mixte d'aménagement hydraulique du bassin versant de la Somme (AMEVA).
La qualité des cours d'eau peut être consultée sur un site dédié géré par les agences de l'eau et l'Agence française pour la biodiversité.

### Climat
Pour des articles plus généraux, voir Climat des Hauts-de-France et Climat de la Somme.
En 2010, le climat de la commune est de type climat océanique dégradé des plaines du Centre et du Nord, selon une étude du CNRS s'appuyant sur une série de données couvrant la période 1971-2000. En 2020, Météo-France publie une typologie des climats de la France métropolitaine dans laquelle la commune est exposée à un climat océanique et est dans la région climatique Nord-est du bassin Parisien, caractérisée par un ensoleillement médiocre, une pluviométrie moyenne régulièrement répartie au cours de l'année et un hiver froid (3 °C).
Pour la période 1971-2000, la température annuelle moyenne est de 10,5 °C, avec une amplitude thermique annuelle de 14,9 °C. Le cumul annuel moyen de précipitations est de 704 mm, avec 12,3 jours de précipitations en janvier et 9,1 jours en juillet. Pour la période 1991-2020, la température moyenne annuelle observée sur la station météorologique la plus proche, située sur la commune d'Estrées-Mons à 7 km à vol d'oiseau, est de 11,0 °C et le cumul annuel moyen de précipitations est de 647,5 mm,. Pour l'avenir, les paramètres climatiques de la commune estimés pour 2050 selon différents scénarios d'émission de gaz à effet de serre sont consultables sur un site dédié publié par Météo-France en novembre 2022.

## Urbanisme

### Typologie
Au 1er janvier 2024, Tincourt-Boucly est catégorisée commune rurale à habitat dispersé, selon la nouvelle grille communale de densité à sept niveaux définie par l'Insee en 2022.
Elle est située hors unité urbaine. Par ailleurs la commune fait partie de l'aire d'attraction de Péronne, dont elle est une commune de la couronne,. Cette aire, qui regroupe 52 communes, est catégorisée dans les aires de moins de 50 000 habitants,.

### Occupation des sols
L'occupation des sols de la commune, telle qu'elle ressort de la base de données européenne d'occupation biophysique des sols Corine Land Cover (CLC), est marquée par l'importance des territoires agricoles (91,8 % en 2018), en augmentation par rapport à 1990 (89,4 %). La répartition détaillée en 2018 est la suivante : 
terres arables (82,4 %), prairies (6,9 %), forêts (5,3 %), zones urbanisées (2,9 %), zones agricoles hétérogènes (2,5 %). L'évolution de l'occupation des sols de la commune et de ses infrastructures peut être observée sur les différentes représentations cartographiques du territoire : la carte de Cassini (XVIIIe siècle), la carte d'état-major (1820-1866) et les cartes ou photos aériennes de l'IGN pour la période actuelle (1950 à aujourd'hui).

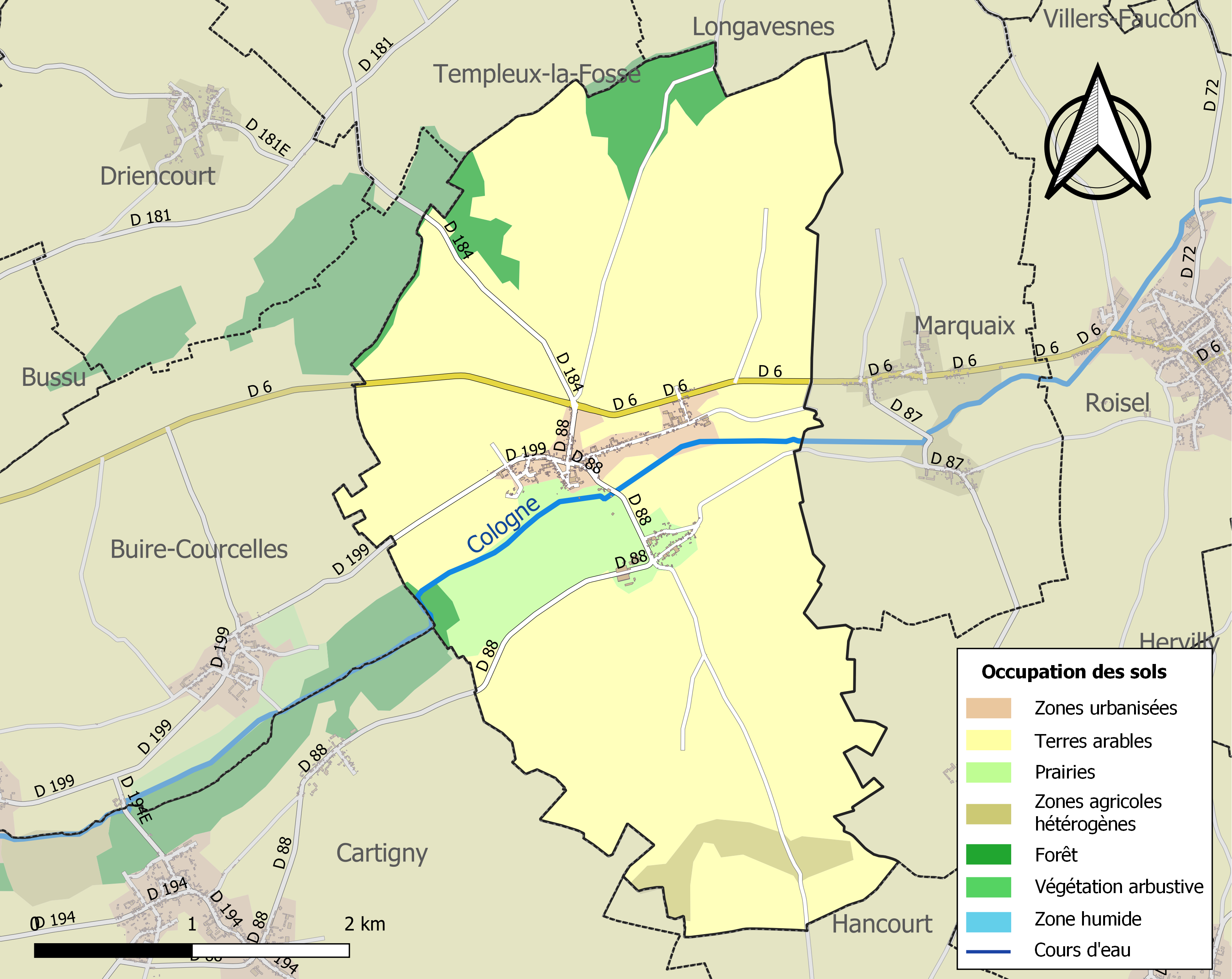
Carte des infrastructures et de l'occupation des sols de la commune en 2018 (CLC).

### Habitat et logement
En 2019, le nombre total de logements dans la commune était de 181, alors qu'il était de 176 en 2014 et de 167 en 2009.
Parmi ces logements, 84,5 % étaient des résidences principales, 1,7 % des résidences secondaires et 13,9 % des logements vacants. Ces logements étaient pour 98,3 % d'entre eux des maisons individuelles et pour 1,7 % des appartements.
Le tableau ci-dessous présente la typologie des logements à Tincourt-Boucly en 2019 en comparaison avec celle de la Somme et de la France entière. Une caractéristique marquante du parc de logements est ainsi une proportion de résidences secondaires et logements occasionnels (1,7 %) inférieure à celle du département (8,3 %) mais supérieure à celle de la France entière (9,7 %). Concernant le statut d'occupation de ces logements, 79,2 % des habitants de la commune sont propriétaires de leur logement (78,4 % en 2014), contre 60,2 % pour la Somme et 57,5 pour la France entière.
| Typologie                                               | Tincourt-Boucly | Somme | France entière |
| ------------------------------------------------------- | --------------- | ----- | -------------- |
| Résidences principales (en %)                           | 84,5            | 83,2  | 82,1           |
| Résidences secondaires et logements occasionnels (en %) | 1,7             | 8,3   | 9,7            |
| Logements vacants (en %)                                | 13,9            | 8,5   | 8,2            |

### Énergie
Au début des années 2020, l'implantation de deux éoliennes est envisagée pour une puissance totale de 11,2 MW , en vue d'une mise en service souhaitée par l'entreprise WPD vers 2027. Ces appareils se rajouteraient à l'éolienne existante implantée en 2019 et qui fait partie du parc éolien de la Boule Bleue à Marquaix, suscitant l'opposition de certains habitants,.

## Toponymie

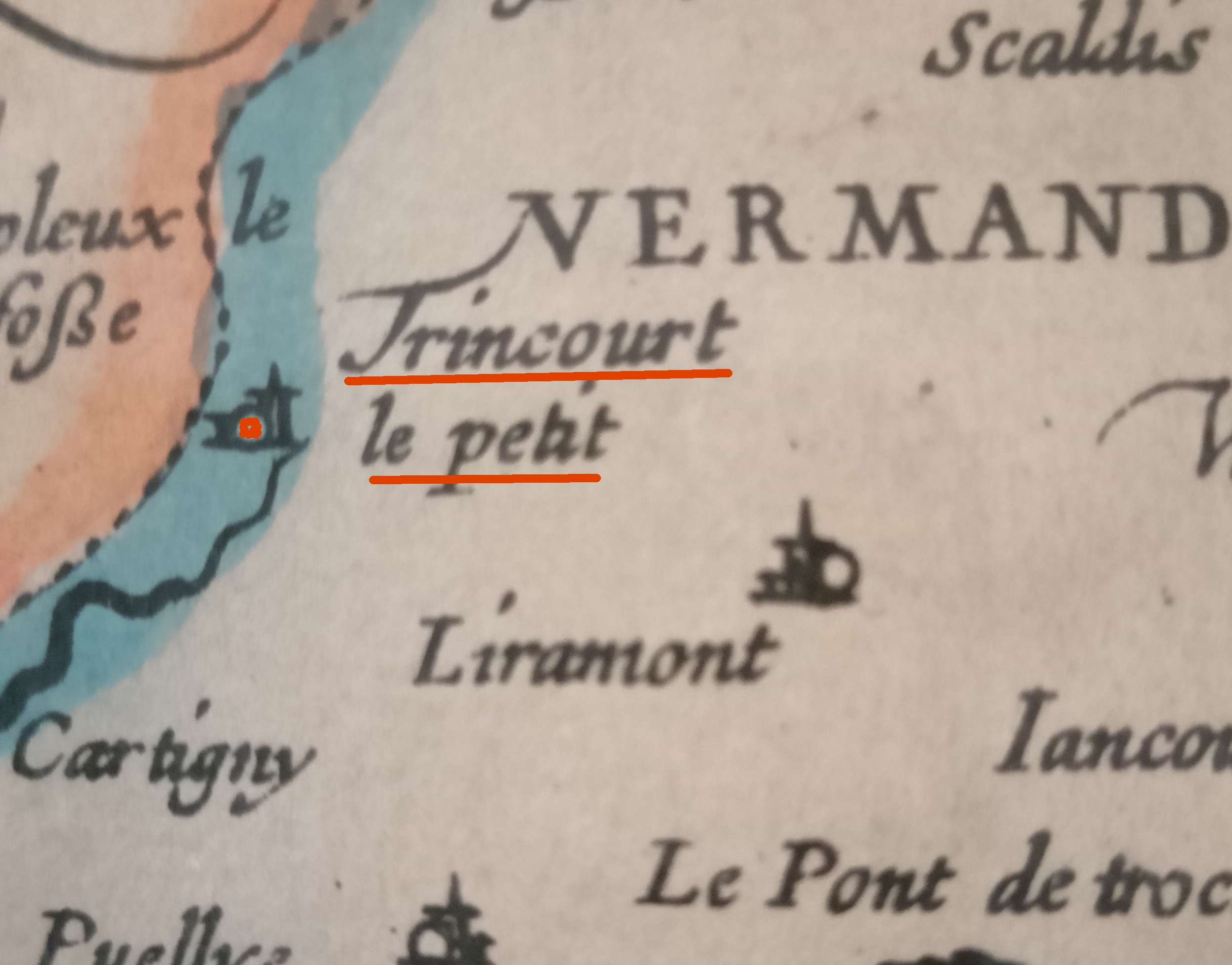
Carte de la Picardie de 1620 - Le village se nommait Trincourt le petit.

Le nom de la localité est attesté sous les formes Terincort (1059) ; Thaincurt et Taincurt (1174) ; Thaiencourt (1256) ; Thincourt (1302) ; Thaencort (13..) ; Thaincourt (13..) ; Tancourt (1399) ; Taincourt (1564) ; Taencourt (1562) ; Tincourt (1567) ; Trincourt grand (1579) ; Trincourt-le-Grand (1592) ; Tincourt et Boucly (1763) ; Vincourt (1787) ; Tincourt-le-Boucly (1801) ; Tincourt-Boucly (1836).
La commune de Tincourt, instituée par la Révolution française, absorbe entre 1790 et 1794 celle de  Boucly et prend le nom de Tincourt-le-Boucly puis celui de Tincourt-Boucly.
Boucly est une partie de Tincourt, attesté sous les formes Bucli (1186) ; Boclianum et Bocliacum (1210) ; Boucli (1242) ; Boucly (1301) ; Bouquely (1429) ; Bouchi (1573) ; Bouchy (1650) ; Bourli (1733).

## Histoire

### Moyen Âge
Boucly a possédé un château-fort ; le roi de France, Philippe-Auguste en a été le seigneur[réf. nécessaire].

### Époque contemporaine
Une mairie-école est construite sous le mandat du maire Elysée Caffart, en 1886.
L'ancienne gare de Tincourt-Boucly
Tincourt-Boucly a possédé une gare sur la ligne de Saint-Just-en-Chaussée à Douai, portion comprise entre Péronne et Roisel ; la gare la plus proche était celle de Cartigny en direction de Péronne et celle de Marquaix-Hamelet vers Roisel.
Ouverte en octobre 1873 d'abord à voie unique, doublée en 1908, cette ligne a cessé d'être exploitée dans les années 1970. Le tracé est aujourd'hui un sentier de randonnée " La voie verte" ; la gare est devenue une salle communale.

Le train à Tincourt-Boucly
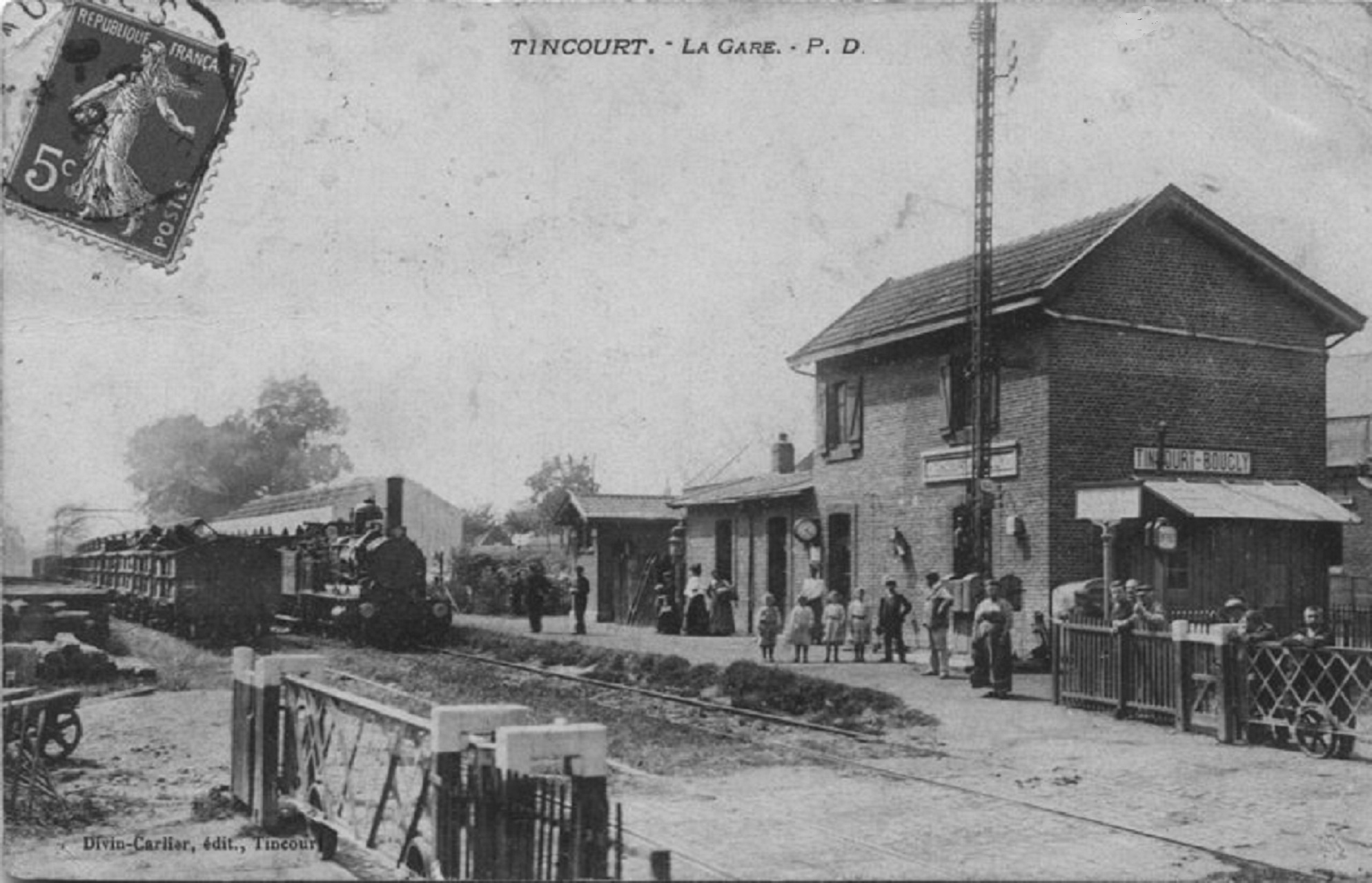
Un train à l'arrêt en gare de Tincourt-Boucly vers 1910.
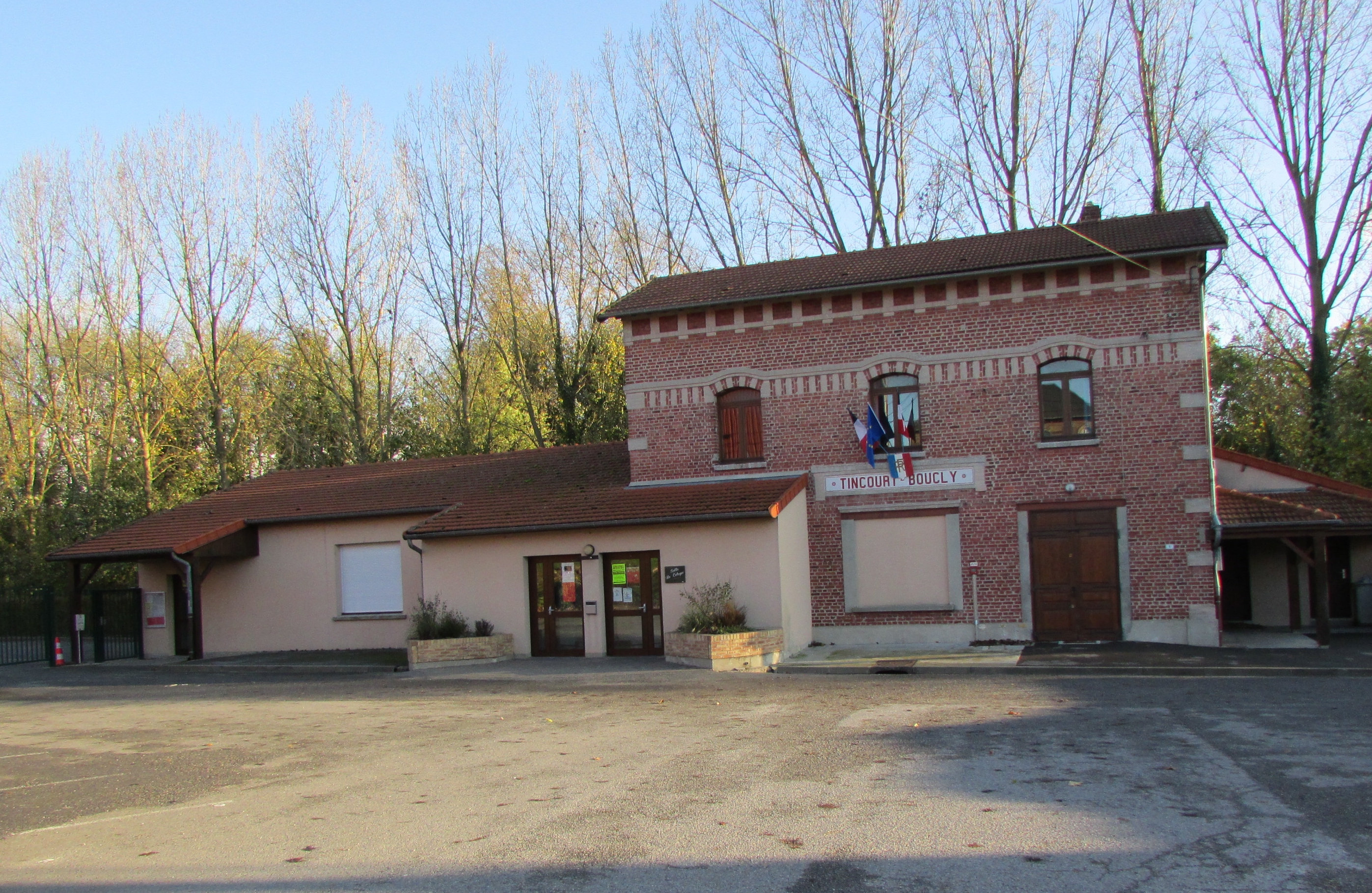
L'ancienne gare de Tincourt-Boucly en novembre 2017.
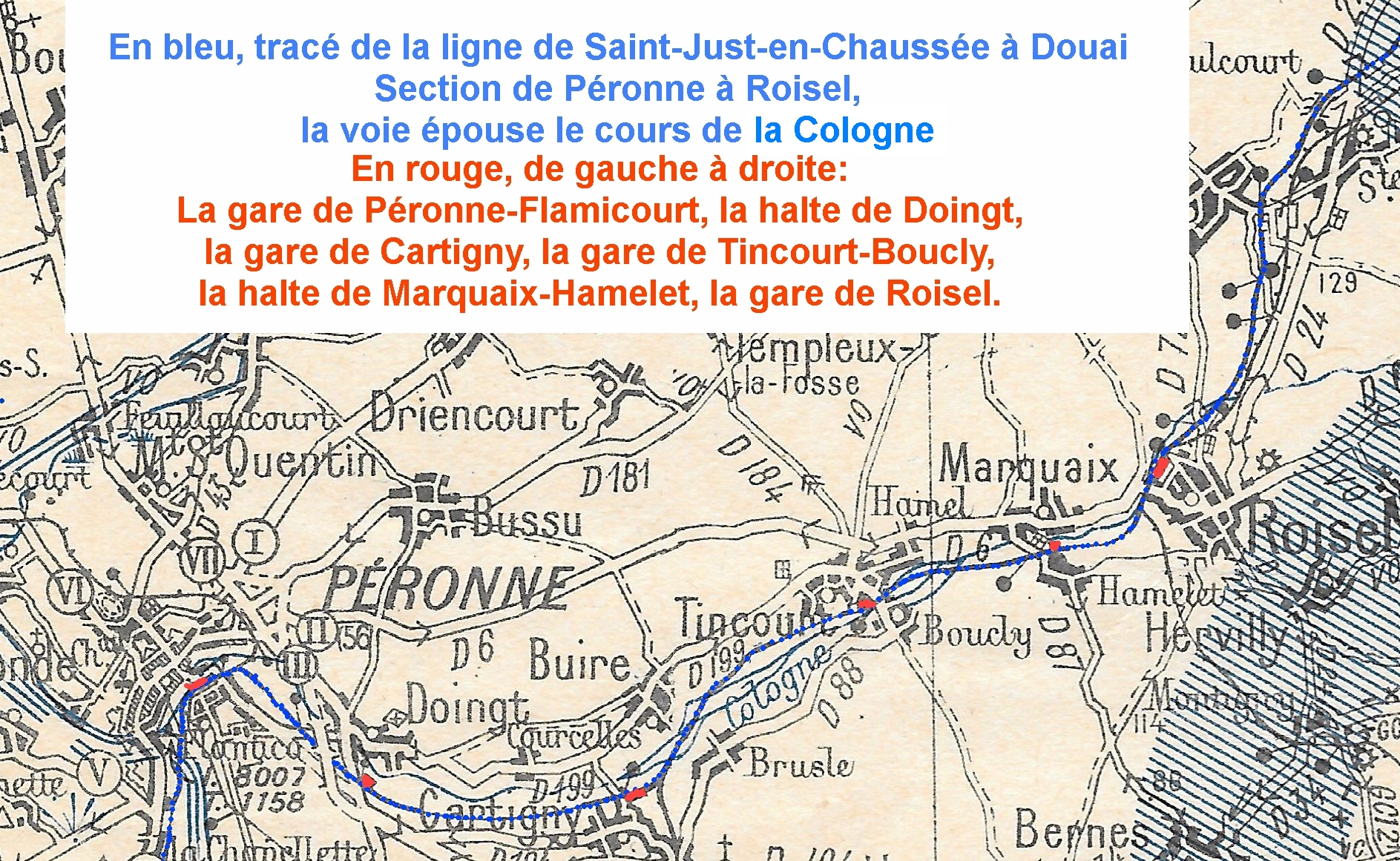
Carte de la section Péronne-Roisel vers 1910.
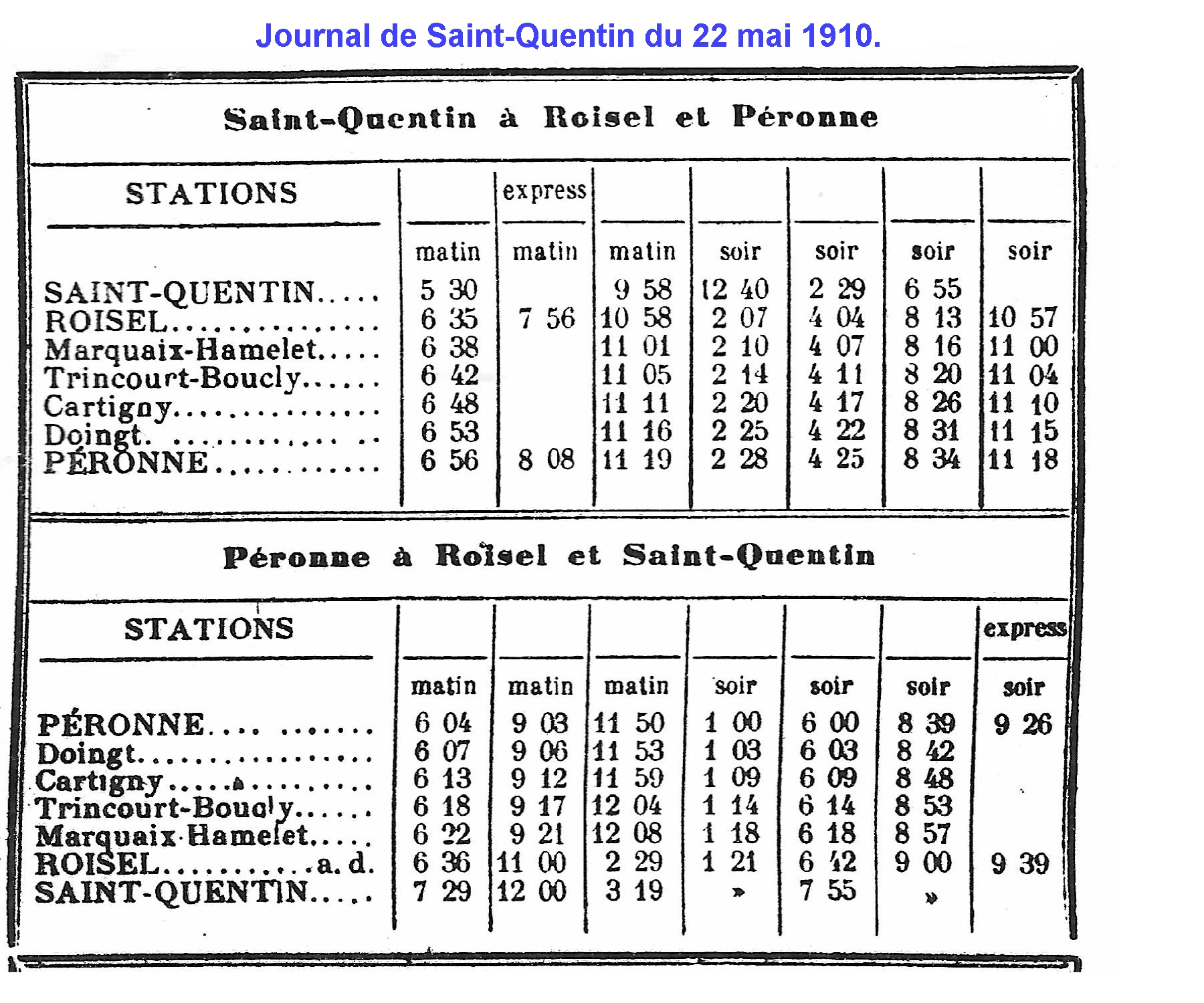
Horaire des trains en 1910.

Première guerre mondiale
Le village a subi les combats de la Première Guerre mondiale. Tincourt Boucly échappe à la destruction totale durant le premier conflit mondial bien qu'étant située dans une zone de combats intenses en territoire d'occupation allemand. Elle doit cette issue particulière au regard du sort qu'ont connu les autres communes du canton de Roisel au fait qu'elle a servi de lieu de regroupement pour les populations environnantes.
Notamment, une grande partie des roiseliens s'y réfugie. Cinq cents personnes y campent : une centaine d'Hervilly, autant de Jeancourt. Deux cent huit habitants de Roisel sont amenés à Tincourt Boucly le 4 mars 1917 par l'armée allemande.
Le village est décoré de la Croix de guerre 1914-1918 le 27 octobre 1920.

La Première Guerre mondiale à Tincourt-Boucly
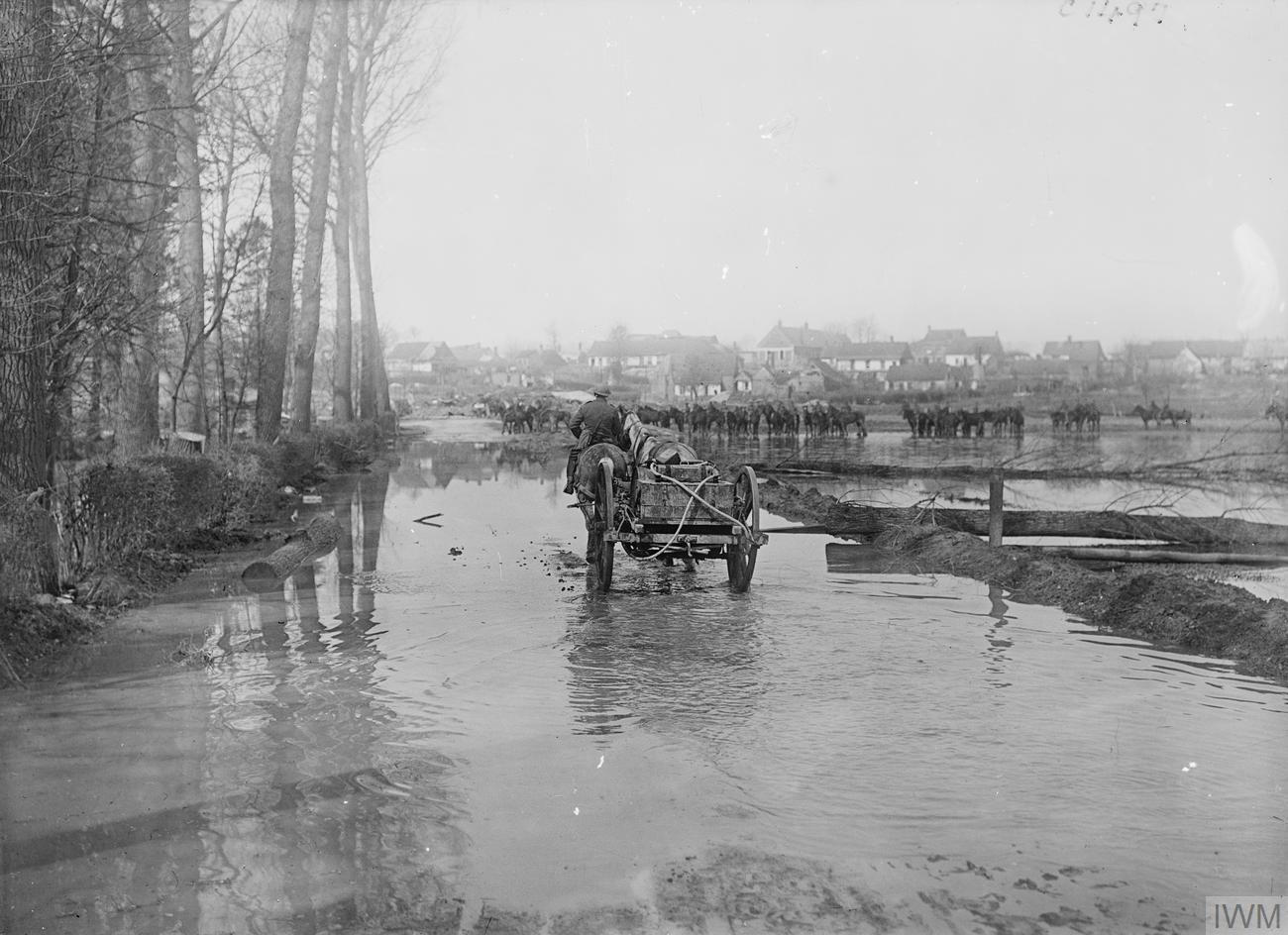
Retraite allemande pendant des inondations à Tincourt-Boucly, avril 1917.
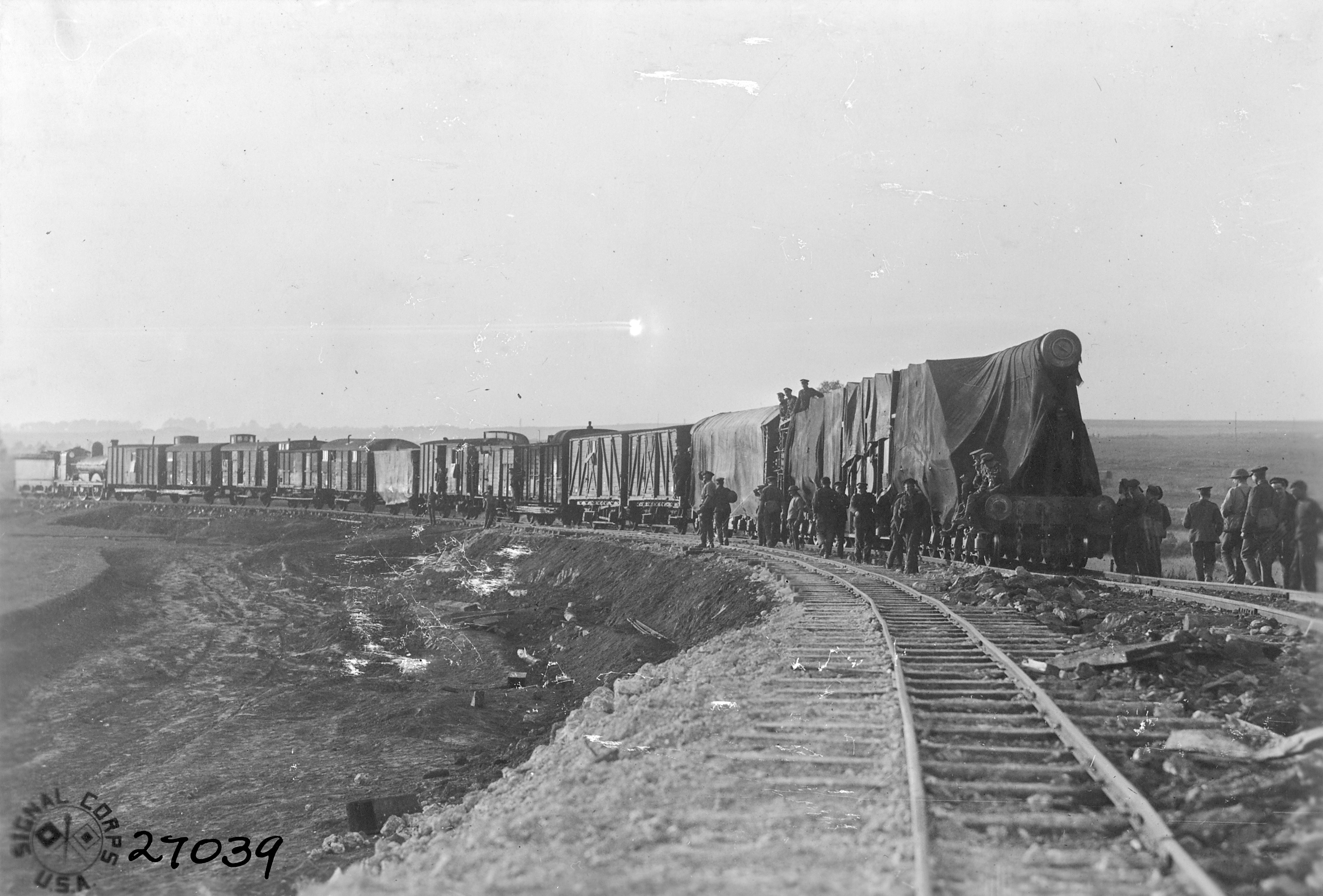
Transport d'un canon américain de 17 pouces sur la voie ferrée.
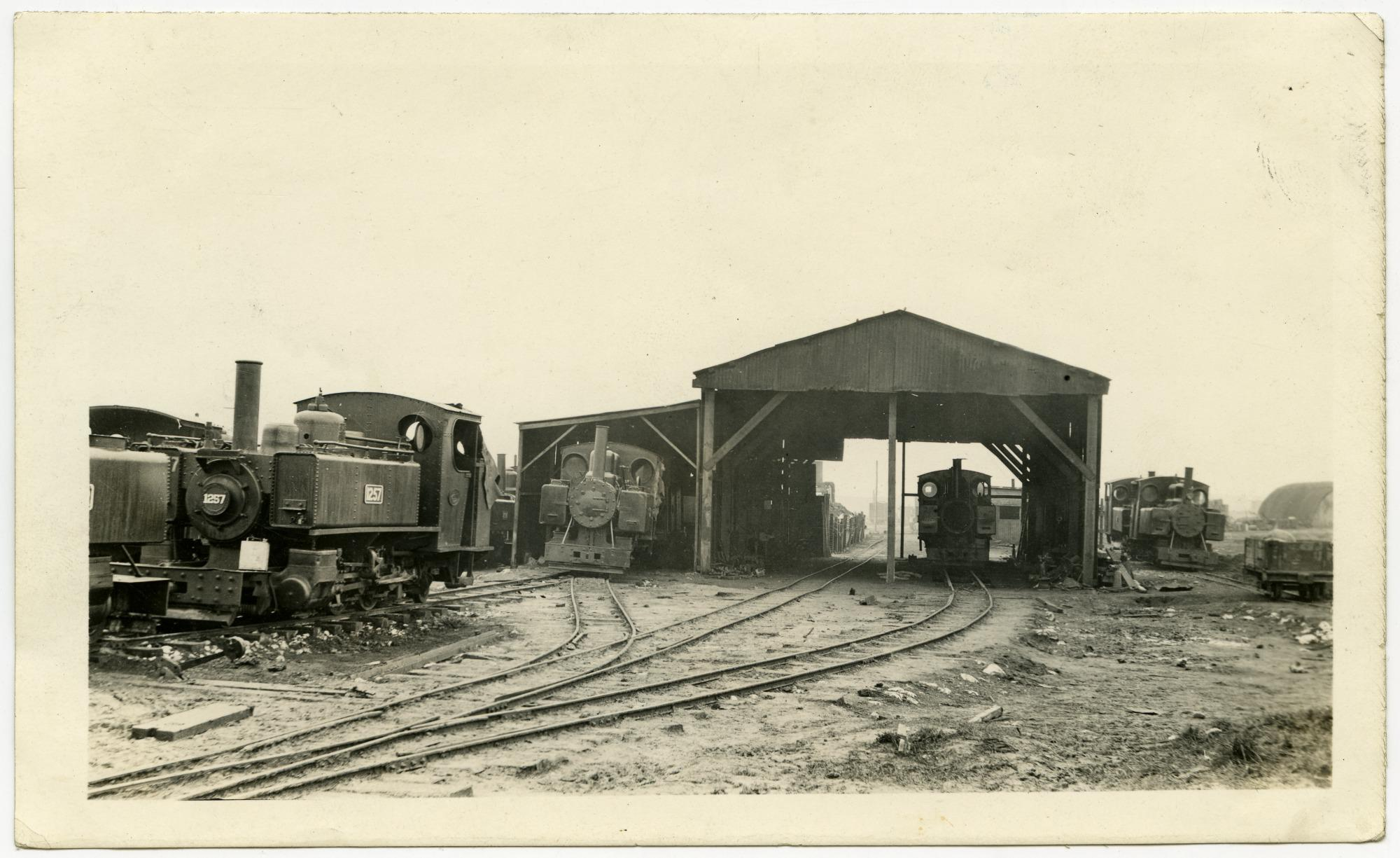
Dépôt du 12th Engineer Regiment américain à Tincourt
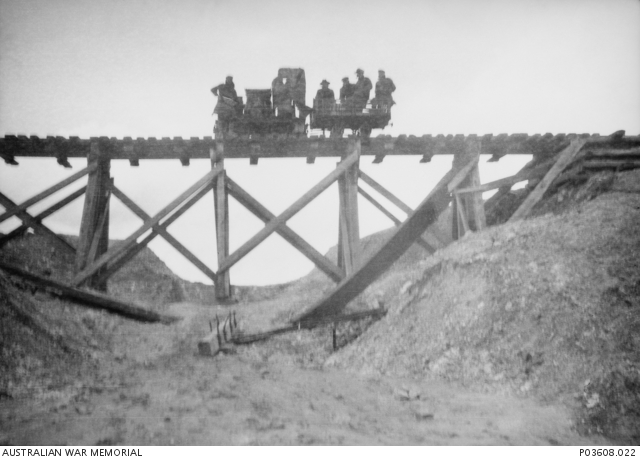
Locotracteur acheminant des soldats australiens sur un pont provisoire à Tincourt
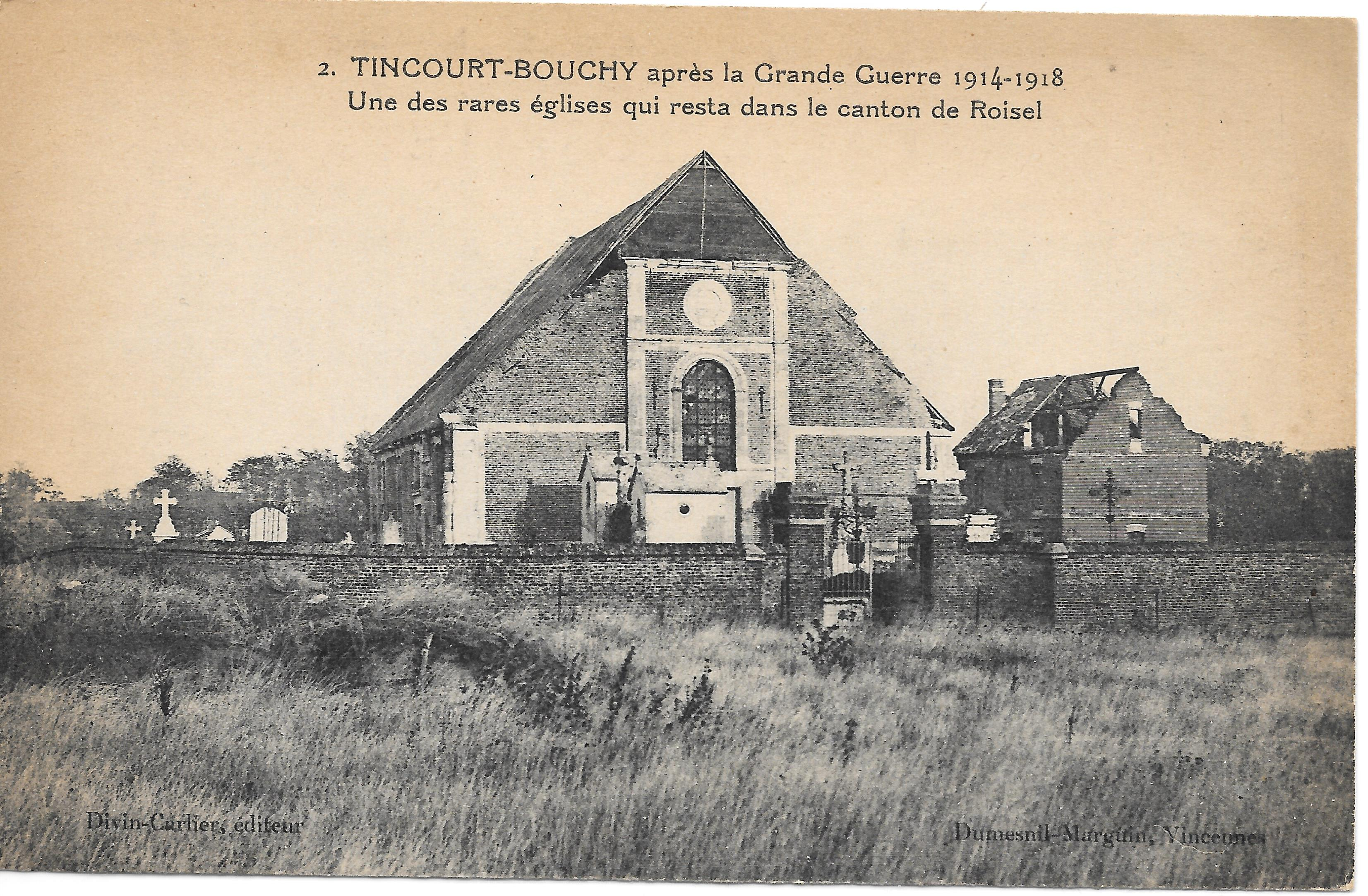
L'église Saint-Quentin de Tincourt en 1919

Seconde Guerre mondiale

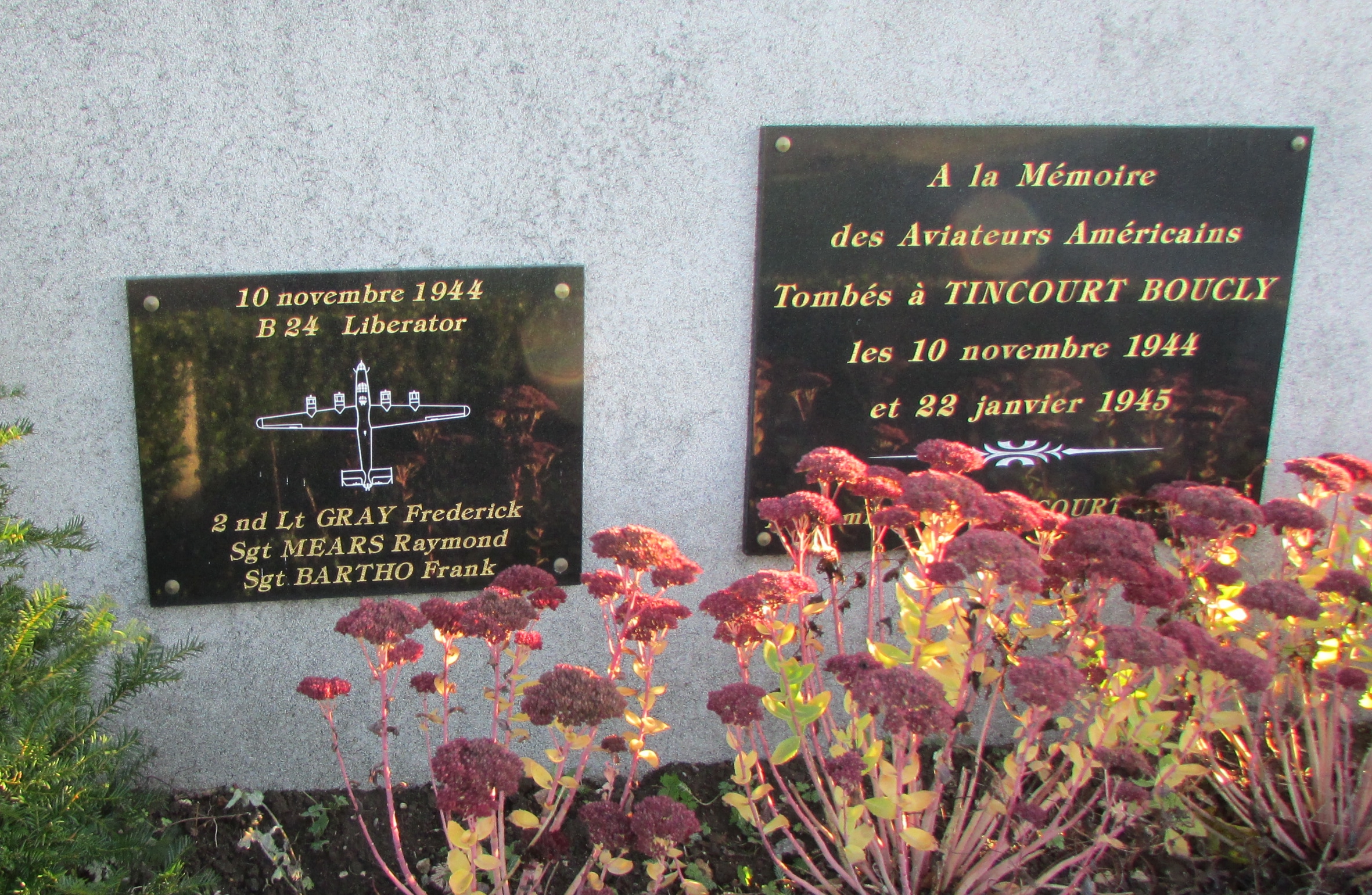
Plaques commémoratives du crash

Le 9 novembre 1944, lors des combats de la fin de la Seconde Guerre mondiale, le bombardier américain B17 J 42-51226 du 36th Bomb squadron, s'écrase dans la commune,.

## Politique et administration

### Rattachements administratifs et électoraux
La commune se trouve depuis 1926 dans l'arrondissement de Péronne du département de la Somme. Pour l'élection des députés, elle fait partie depuis 1958 de la cinquième circonscription de la Somme.
Elle faisait partie depuis 1793 du canton de Roisel. Dans le cadre du redécoupage cantonal de 2014 en France, la commune est désormais intégrée au canton de Péronne

### Intercommunalité
La commune était membre de la communauté de communes du canton de Roisel, créée fin 1994.
Celle-ci fusionne avec sa voisine pour former, le 1er janvier 2013, la communauté de communes de la Haute Somme, dont est désormais membre la commune.

## Équipements et services publics
À la suite de la mise en service du pôle scolaire de la voie verte, les locaux de l'ancienne école maternelle ont été transformés par la municipalité pour devenir la maison du temps partagé, un lieu de convivialité et d'échange des habitants.

## Population et société

### Démographie
L'évolution du nombre d'habitants est connue à travers les recensements de la population effectués dans la commune depuis 1793. Pour les communes de moins de 10 000 habitants, une enquête de recensement portant sur toute la population est réalisée tous les cinq ans, les populations de référence des années intermédiaires étant quant à elles estimées par interpolation ou extrapolation. Pour la commune, le premier recensement exhaustif entrant dans le cadre du nouveau dispositif a été réalisé en 2006.

En 2022, la commune comptait 337 habitants, en évolution de −6,13 % par rapport à 2016 (Somme : −1,26 %, France hors Mayotte : +2,11 %).
| 1793 | 1800 | 1806 | 1821 | 1831 | 1836 | 1841 | 1846 | 1851 |
| ---- | ---- | ---- | ---- | ---- | ---- | ---- | ---- | ---- |
| 584  | 631  | 545  | 627  | 746  | 720  | 750  | 773  | 775  |

| 1856 | 1861 | 1866 | 1872 | 1876 | 1881 | 1886 | 1891 | 1896 |
| ---- | ---- | ---- | ---- | ---- | ---- | ---- | ---- | ---- |
| 794  | 815  | 790  | 748  | 777  | 747  | 707  | 688  | 735  |

| 1901 | 1906 | 1911 | 1921 | 1926 | 1931 | 1936 | 1946 | 1954 |
| ---- | ---- | ---- | ---- | ---- | ---- | ---- | ---- | ---- |
| 653  | 589  | 608  | 400  | 439  | 444  | 428  | 396  | 427  |

| 1962 | 1968 | 1975 | 1982 | 1990 | 1999 | 2006 | 2011 | 2016 |
| ---- | ---- | ---- | ---- | ---- | ---- | ---- | ---- | ---- |
| 407  | 429  | 385  | 384  | 383  | 389  | 402  | 376  | 359  |

| 2021 | 2022 | - | - | - | - | - | - | - |
| ---- | ---- | - | - | - | - | - | - | - |
| 340  | 337  | - | - | - | - | - | - | - |

### Enseignement
Les enfants de la commune sont scolarisés depuis la rentrée 2017-2018 au sein d'un regroupement pédagogique concentré (RPC) situé dans le village. Il accueille également les élèves de Aizecourt-le-Bas, Driencourt, Longavesnes, Marquaix-Hamelet et Templeux-la-Fosse.
En 2017, ce « pôle scolaire de la voie verte » accueille 90 élèves, dans quatre classes. Les locaux du périscolaire sont aménagés dans l'école antérieure agrandie pour un coût d'environ 800 000 euros dont seuls 32 % restent à la charge de la commune,.
Une cinquième classe ouvre à la suite de la hausse des effectifs. La construction d'un nouveau local multifonctions est décidée avec ouverture programmée fin 2025, début 2026.

### Manifestations culturelles et festivités
La municipalité est à l'initiative de la création de « l'Université rurale de la Cologne » qui organise depuis 2019 des conférences régulières. La première, animée par Dominique Frère, de l'Historial de Péronne, est consacrée aux « anecdotes et petites histoires de la Grande Guerre » et le seconde consacrée par l'enseignant de philosophie Gautier Maës à « la lutte pour la reconnaissance »,.
Le festival « les musicales Tincourt-Boucly  » anime la commune en juin,.

## Culture locale et patrimoine

### Lieux et monuments
- Église Saint-Quentin de Tincourt, rue de l'église[39],[40], construite en 1786 toute en brique. La brique et la pierre en façade datent d'avant 1914. Elle est l'une des rares du secteur à ne pas avoir été détruite pendant la Première Guerre mondiale[41].
Tous les 14 août, une procession a lieu entre l'église et la chapelle de Moyenpont à Marquaix-Hamelet, durant laquelle la statue de Notre-Dame de Moyenpont est vénérée[42].

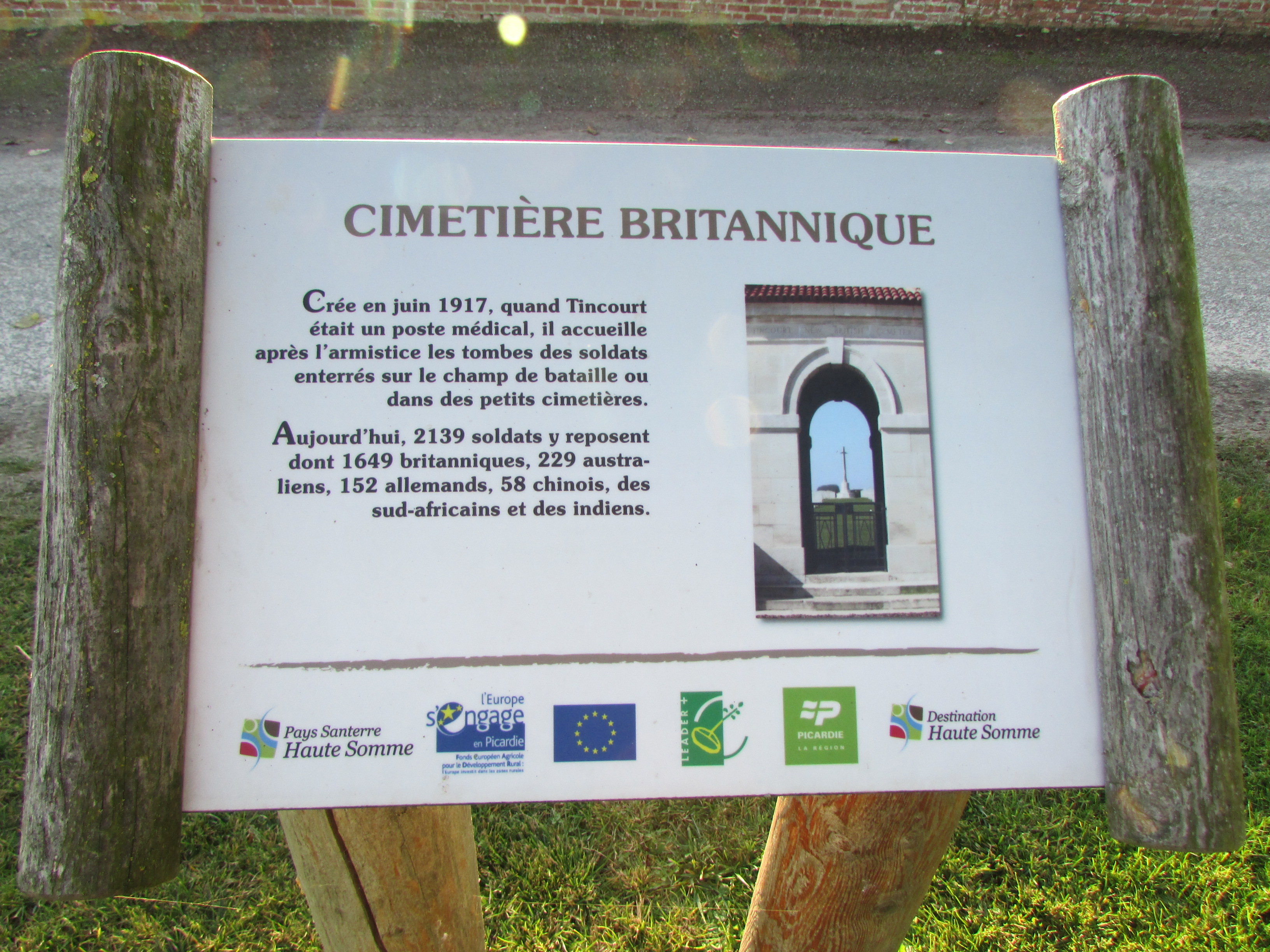
Plaque explicative du cimetière militaire britannique.

- Chapelle Saint-Omer à Boucly, toute en pierre, rebâtie après la Première Guerre mondiale, dans les années 1920, mais dont l'architecture et le mobilier « n'ont pas une grande valeur patrimoniale ». 
L'édifice, en 2022, n'est plus utilisé pour les besoins du culte mais n'est pas désacralisé. La municipalité envisage de lui donner une nouvelle affectation afin de sauver le bâtiment, et qui pourrait accueillir « Un espace ouvert à la culture, avec des expositions, des petits concerts, du cinéma[43] ».

- Oratoire à la Vierge à Boucly. Il a été construit à la suite d'une mission, avec des pavés de grès[44].
- La « voie verte », itinéraire de randonnée qui reprend le tracé de l'ancienne voie de chemin de fer.
- Le cimetière militaire britannique, où reposent 2 139 soldats, majoritairement britanniques, mais également australliens, allemands, chinois, sud-africains et indiens.

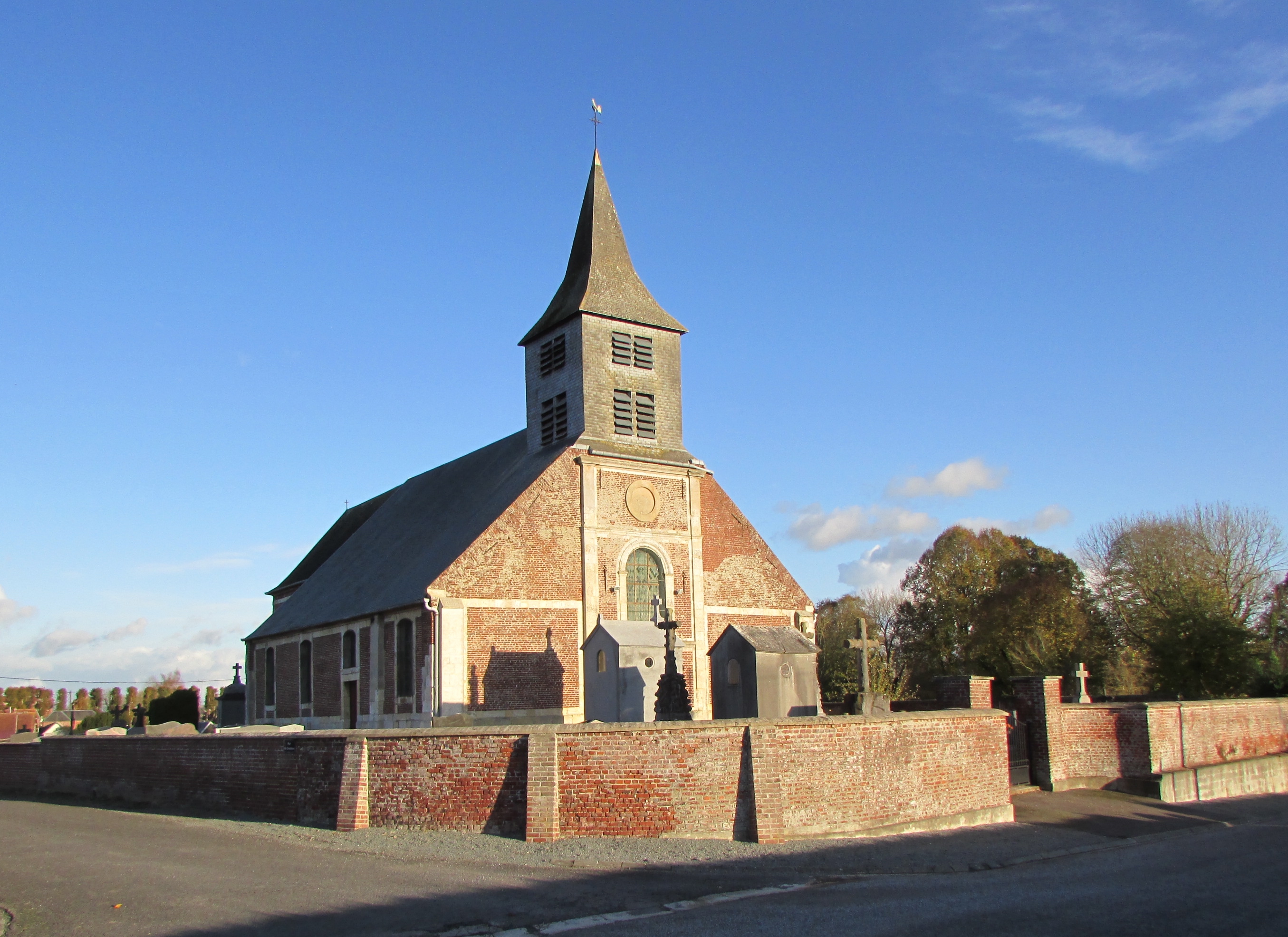
L'église Saint-Quentin à Tincourt.
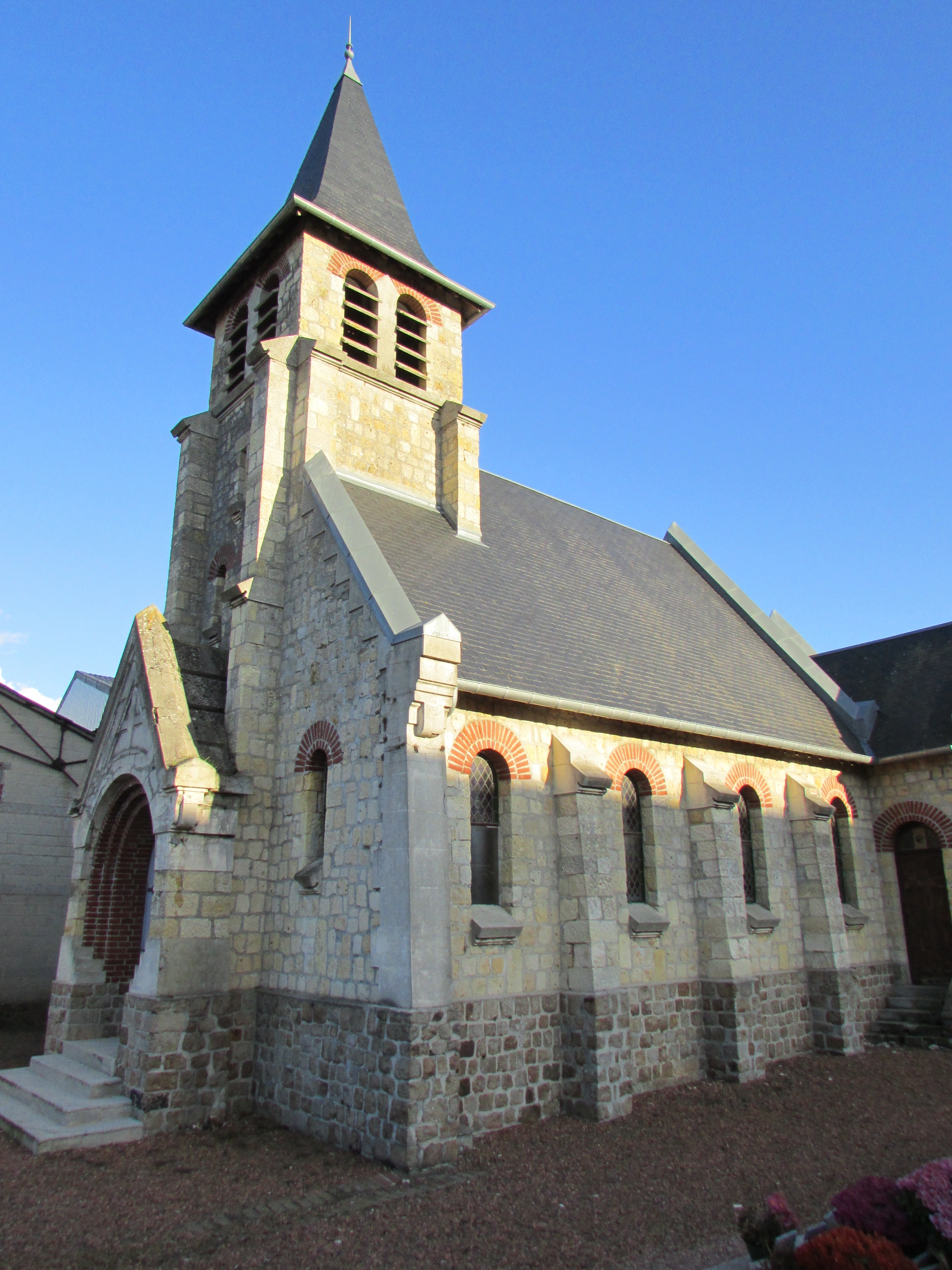
L'église Saint-Omer à Boucly.
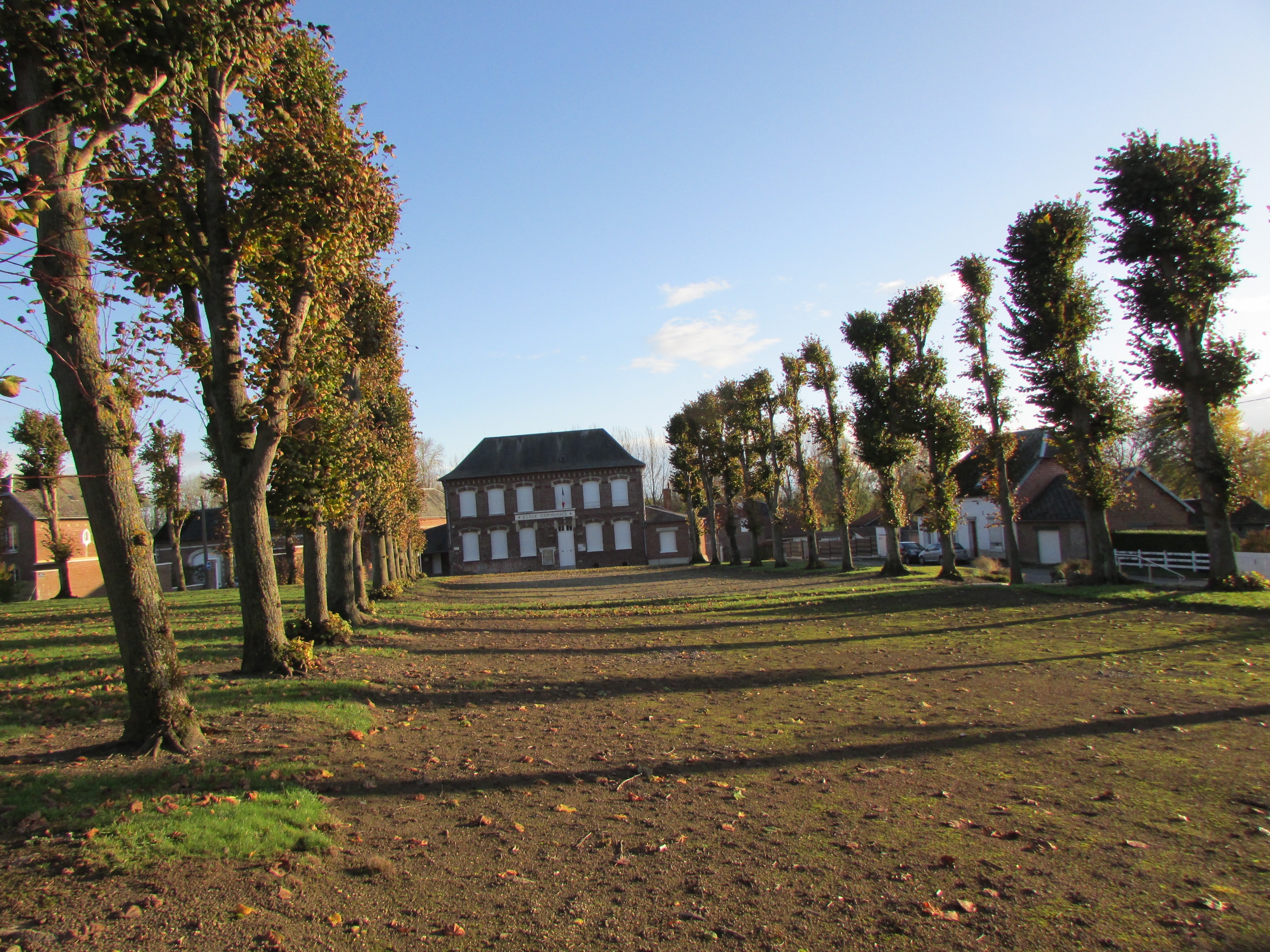
La place et, au fond, l'école.
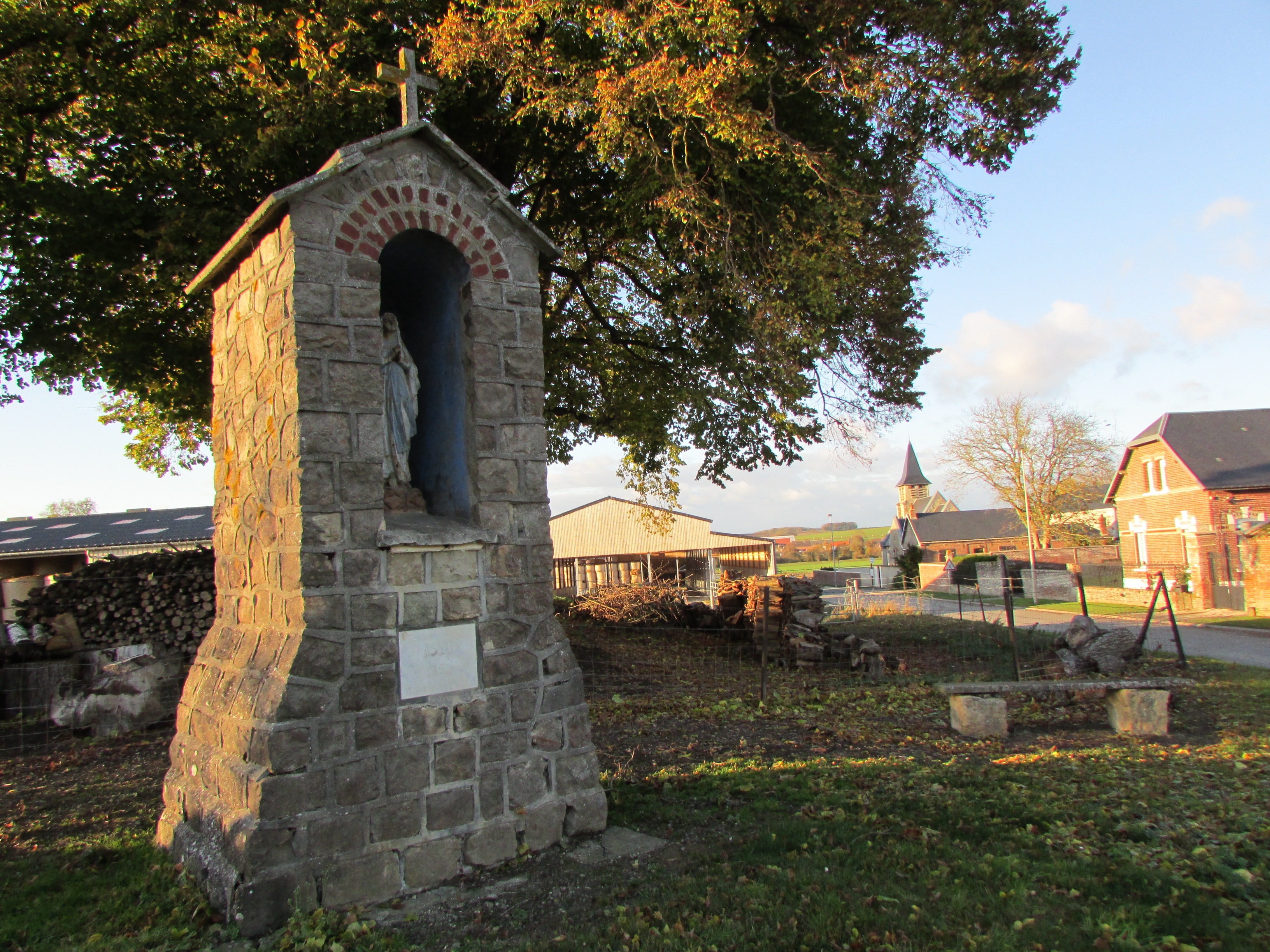
L'oratoire à la Vierge à Boucly.
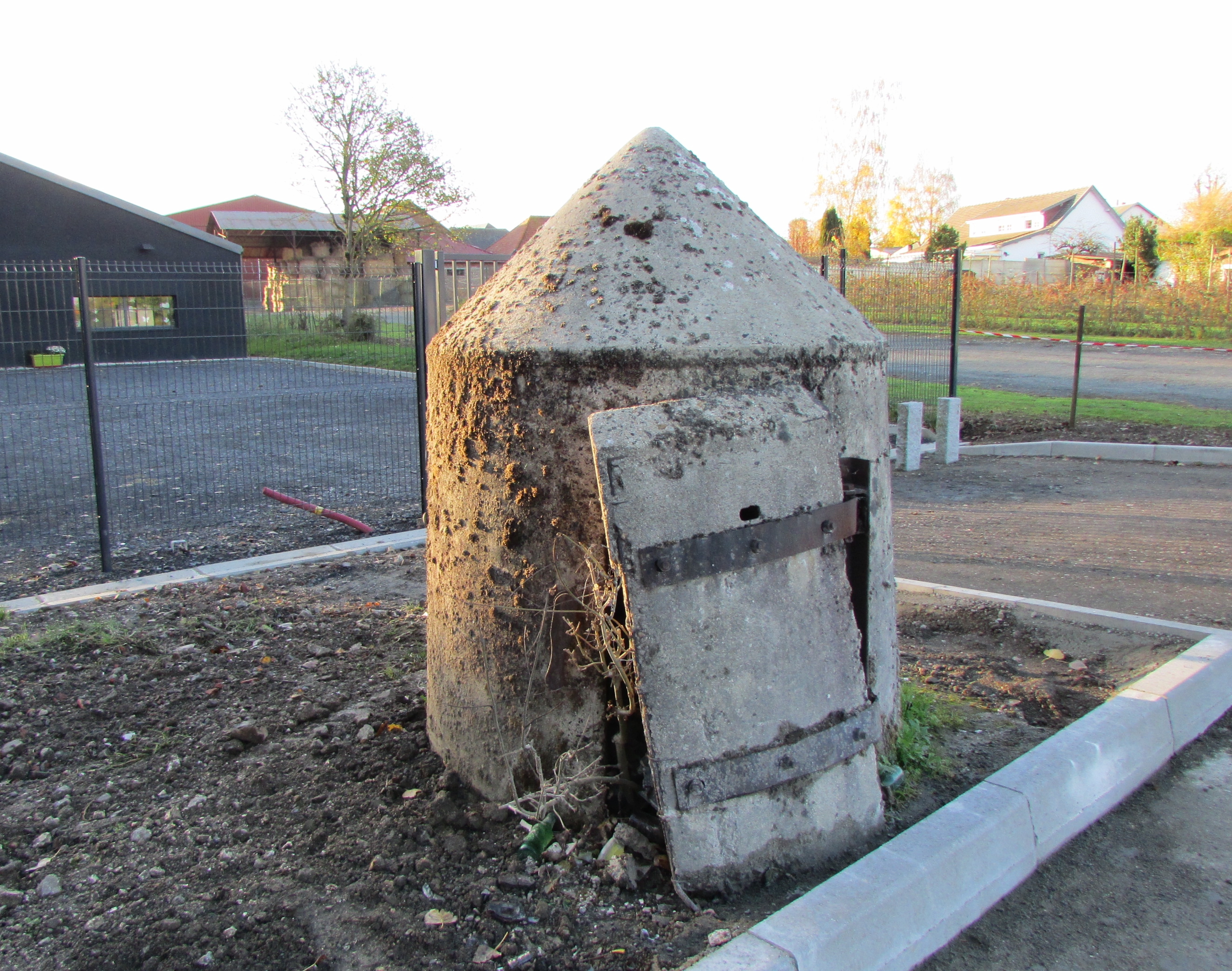
Blockhaus d'une place construit par les Allemands pour surveiller l'aiguillage de la voie ferrée toute proche.
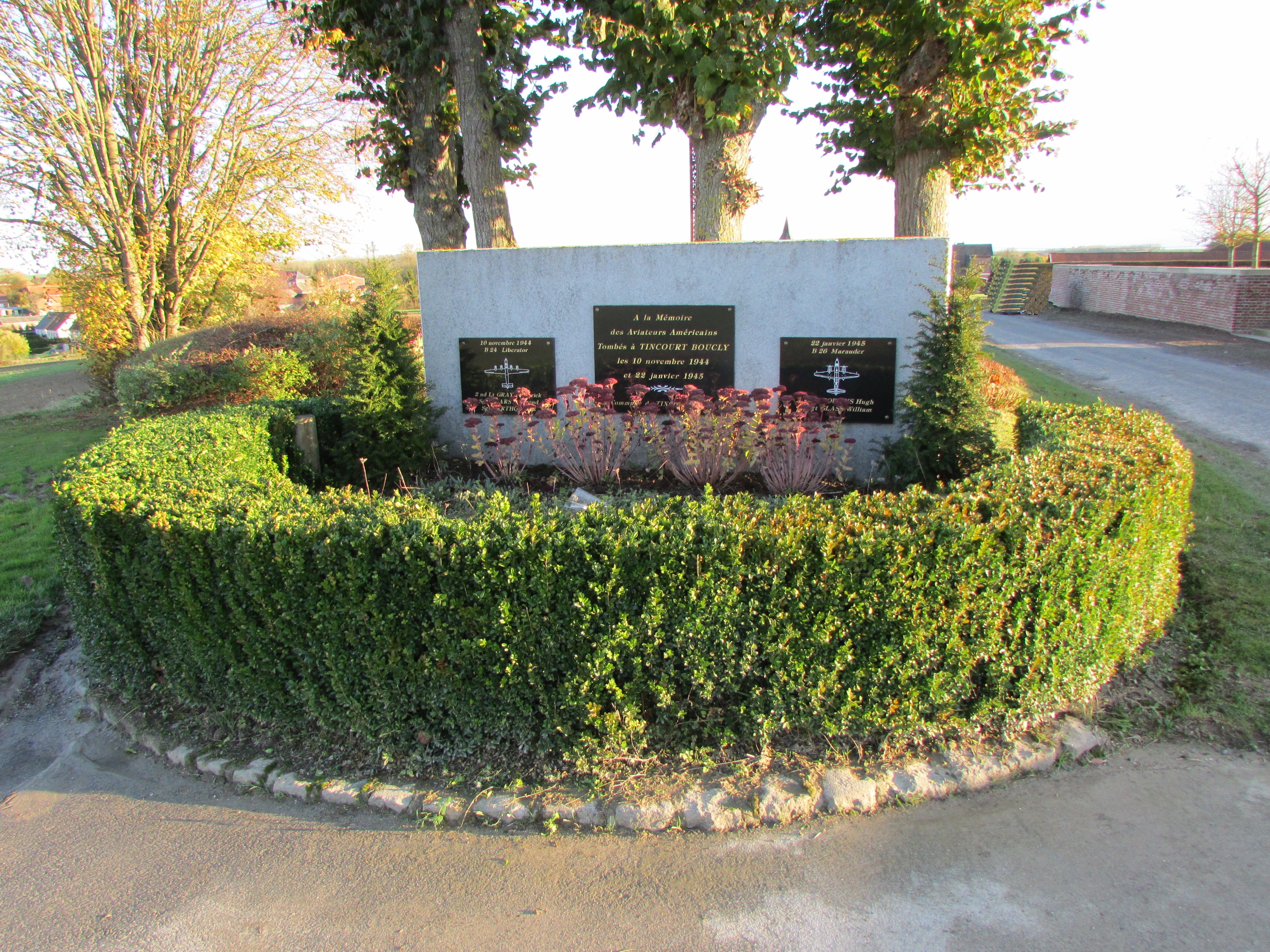
Monument aux aviateurs américains
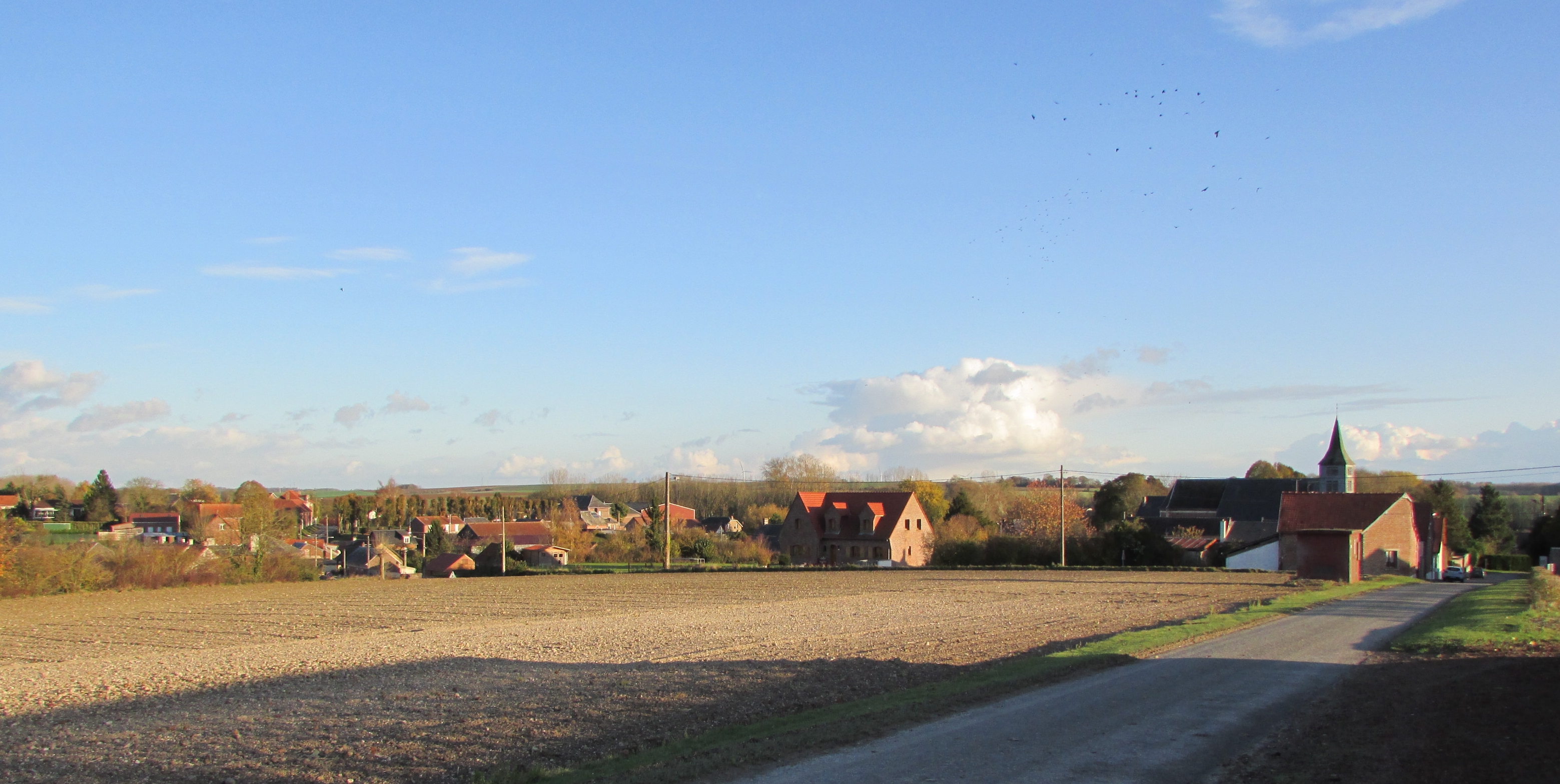
Vue générale depuis le cimetière britannique.
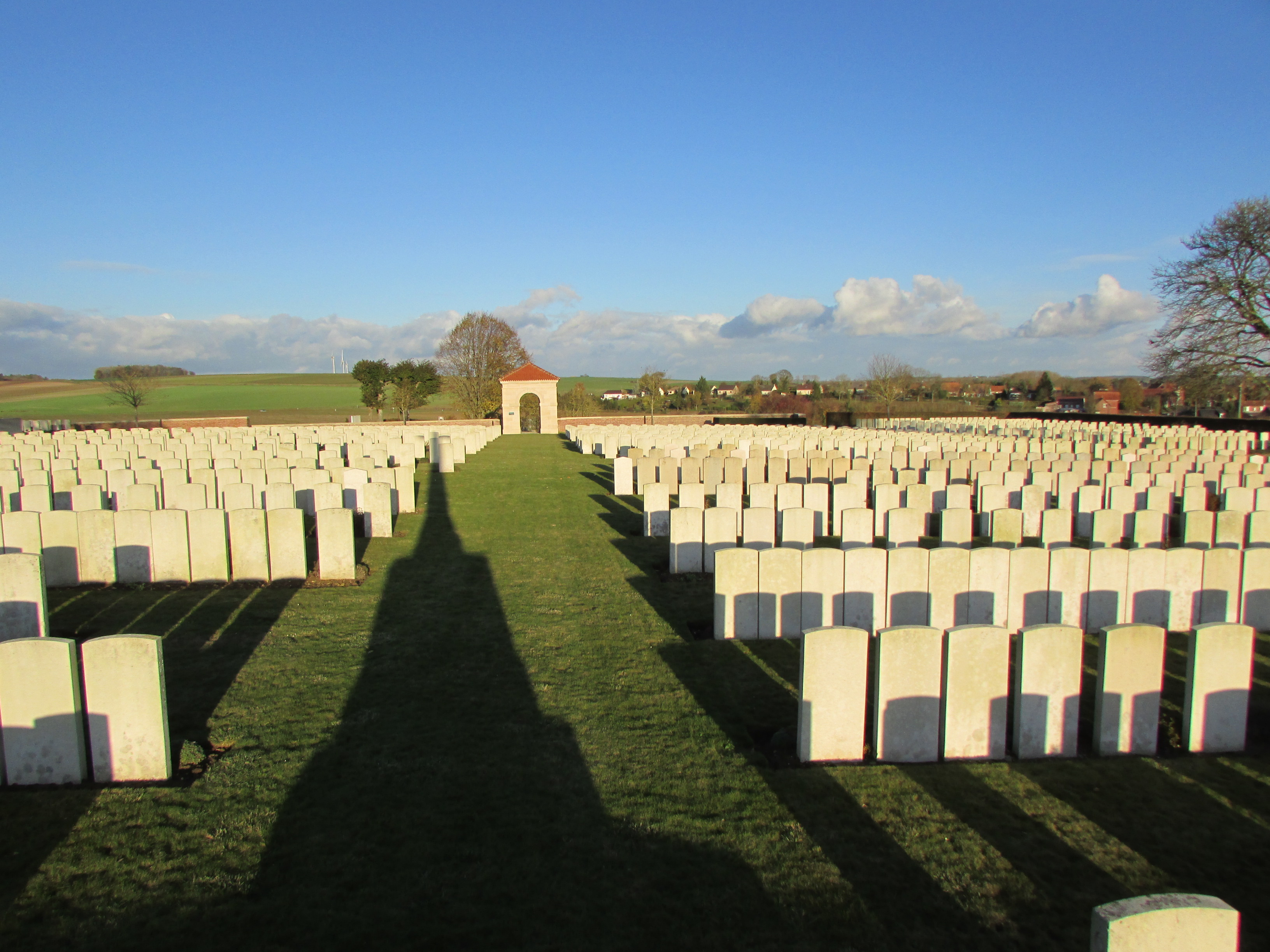
Nouveau cimetière britannique.

### Personnalités liées à la commune
- Pierre de Cardevac de Gouy et son épouse Lucie de la Myre ont un fils né en 1699 au village : Charles-François-Alexandre qui sera évêque de Perpignan[44].
- Jean-Charles-Joseph Souplet, capitaine de cavalerie sous le Premier Empire, né le 1er juillet 1773 à Boucly, décédé le 23 mai 1844 à Péronne. Chevalier de la Légion d'honneur en 1807[45].
- Louis Lebel (1888-1960), né dans le village, homme politique.
- Le second lieutenant F. Gray, les sergents R. Mears et F. Bartho, qui s'écrasèresnt à bord de leur B-24 Liberator le 10 novembre 1944, ainsi que le premier lieutenant H. Robbins et le sous-sergeant W. Glass, victimes d'un crash à bord de leur B-26 Marauder le 22 janvier 1945. Des plaques commémoratives rendent hommage à ces aviateurs américains.